# Labastide-Clermont
Labastide-Clermont è un comune francese di 686 abitanti situato nel dipartimento dell'Alta Garonna nella regione dell'Occitania.

## Società

### Evoluzione demografica
Abitanti censiti